# LA Direct Models
LA Direct Models és una agència de models treballadores de la indústria pornogràfica, que va ser fundada l'any 2000 per l'actor pornogràfic Derek Hay, inicialment com una agència amb base a Londres, que treballava amb models eròtiques britàniques, i els seus clients principalment eren homes dels Estats Units. L'any següent, en Derek Hay i la seva parella, l'actriu pornogràfica, Hannah Harper van traslladar l'agència a Los Angeles, Califòrnia. LA Direct Models representa aproximadament a 130 actrius i uns 30 actors, incloent a Tori Black, Alexis Texas, i Lexi Belle.
L'any 2005, Havana Ginger va esdevenir la primera actriu de l'agència amb un contracte exclusiu. L'any 2008 l'agència va llançar el lloc web de notícies d'entreteniment per adults, LA Direct News.